# Aechmea aquilega
Aechmea aquilega är en gräsväxtart som först beskrevs av Richard Anthony Salisbury, och fick sitt nu gällande namn av August Heinrich Rudolf Grisebach. Aechmea aquilega ingår i släktet Aechmea och familjen Bromeliaceae.

## Underarter
Arten delas in i följande underarter:
- A. a. aquilega
- A. a. chrysocoma

## Bildgalleri

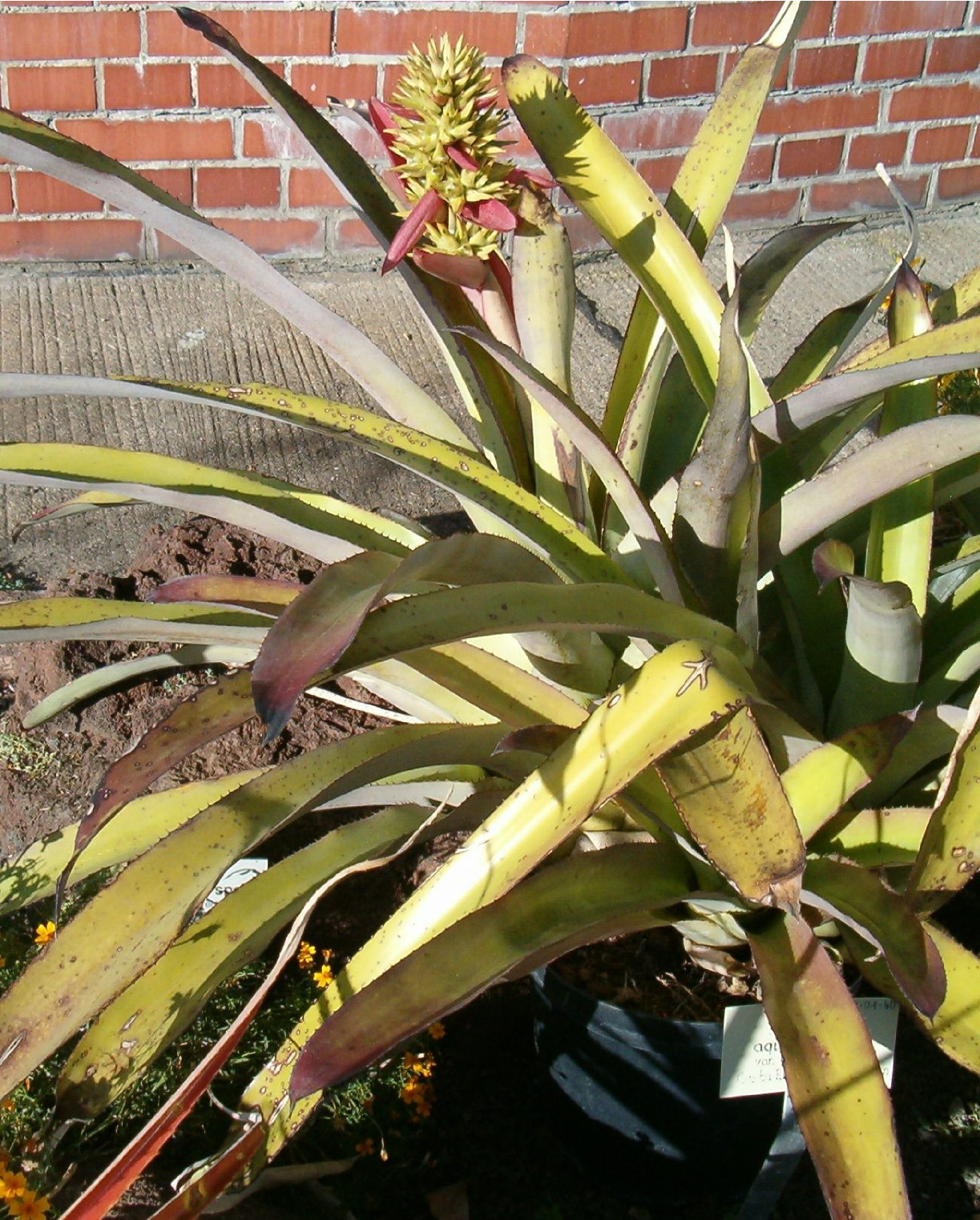
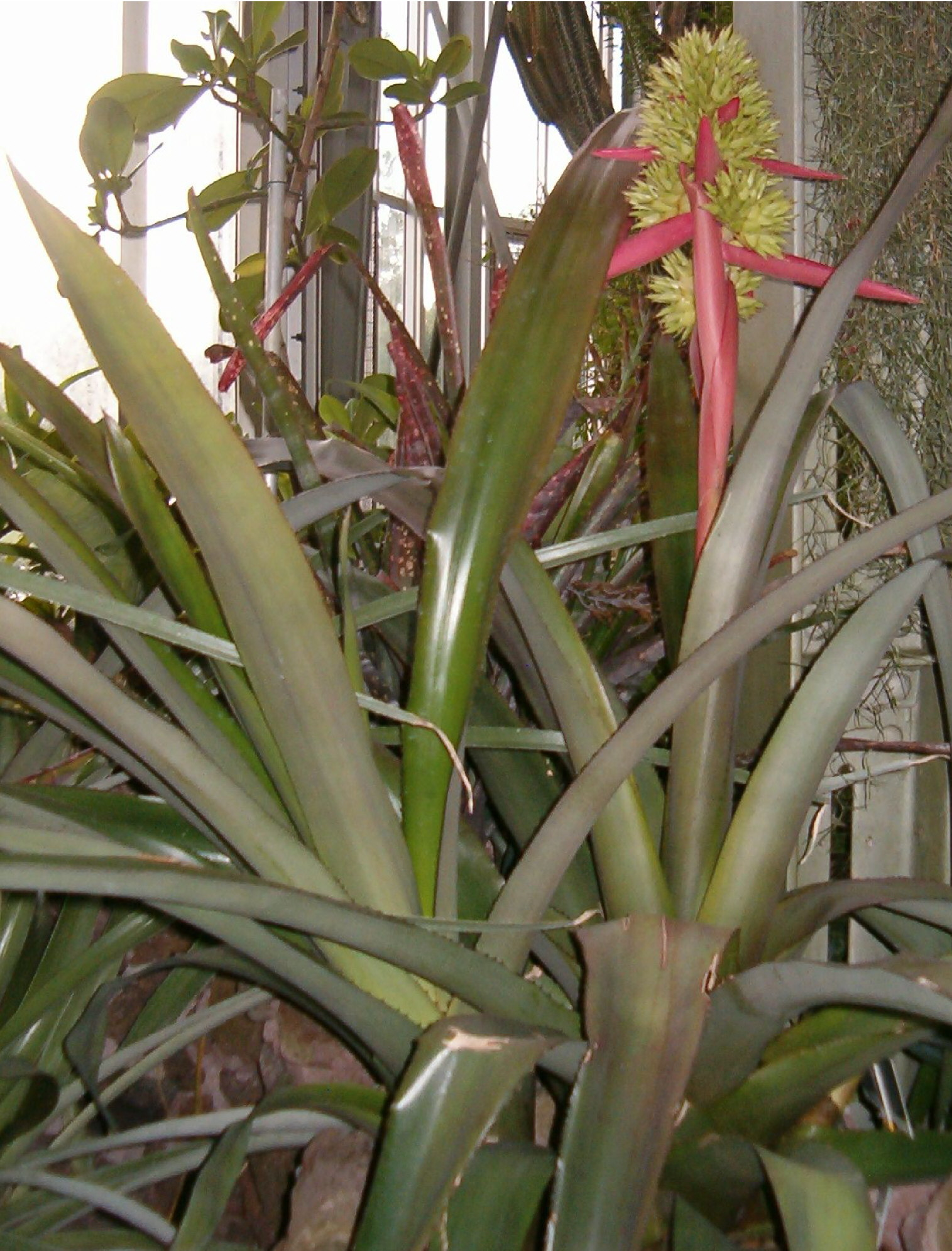
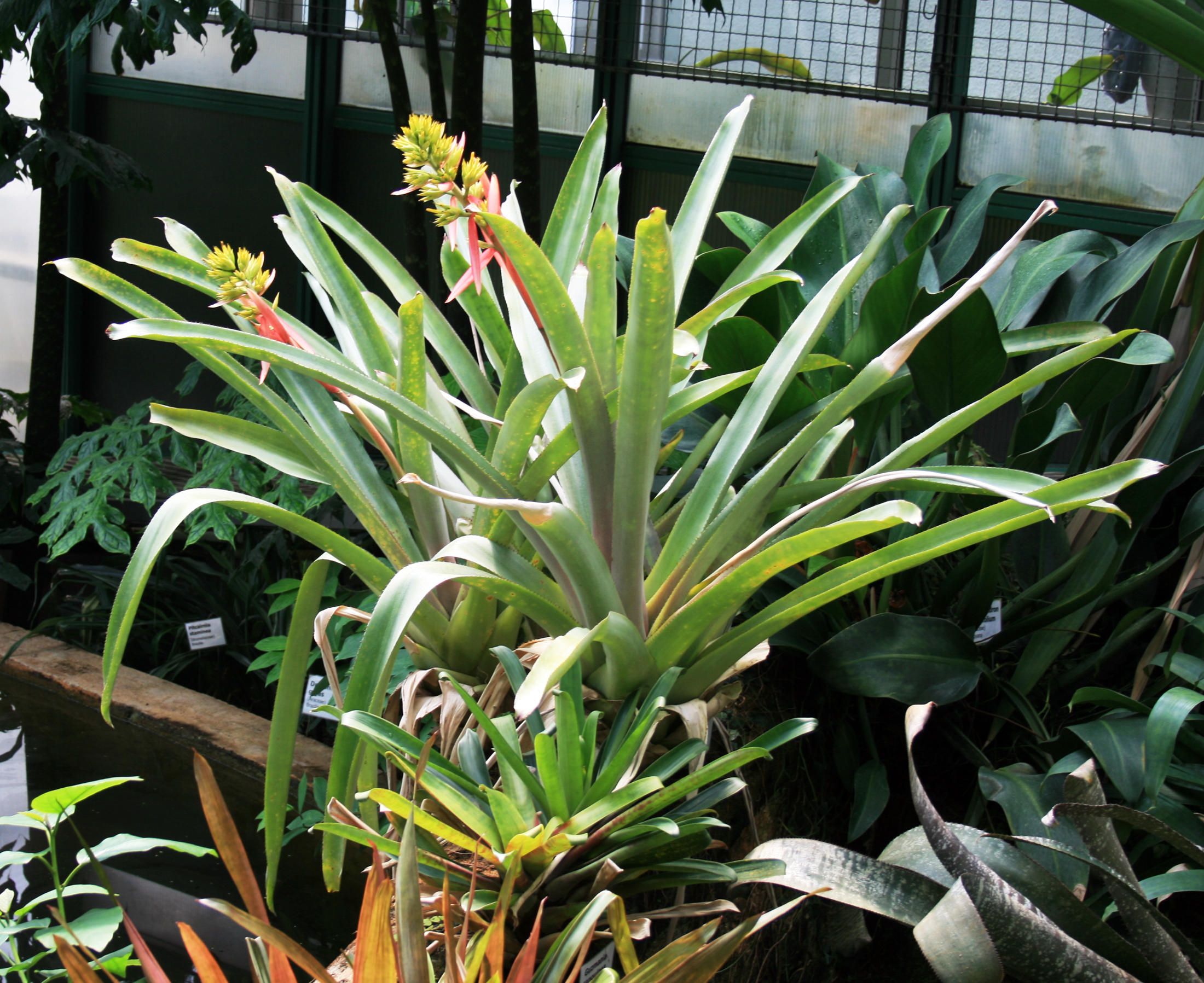
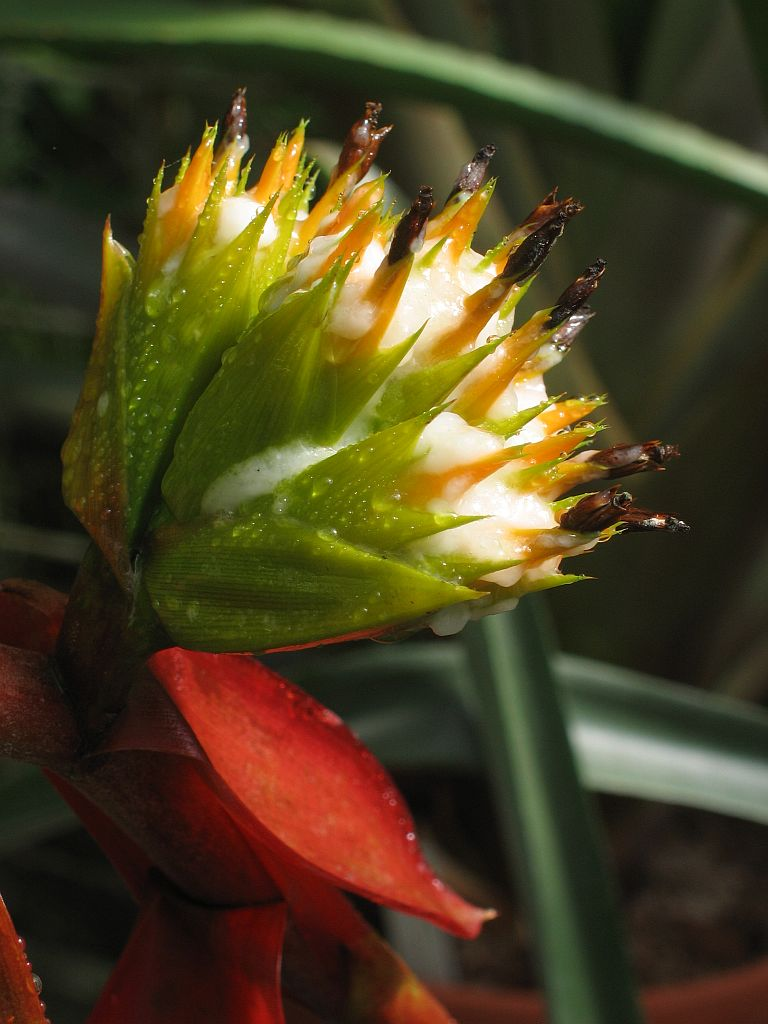
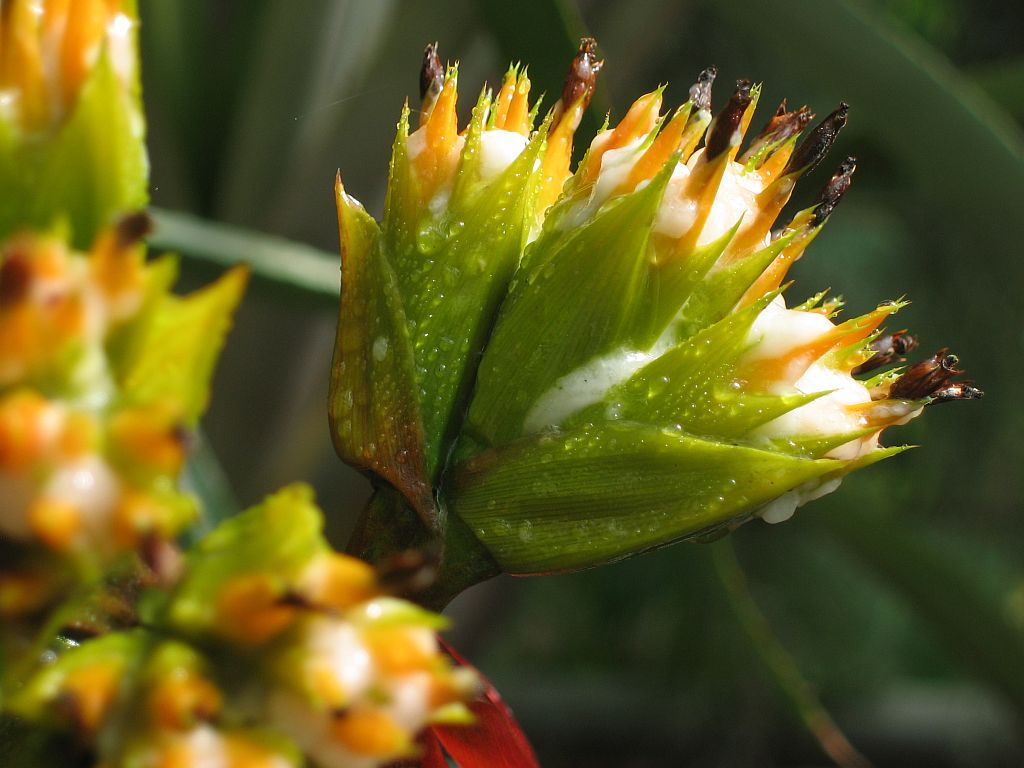